# موریسون و فورستر
موریسون و فورستر (به انگلیسی: Morrison & Foerster) یک شرکت حقوقی چندملیتی است که در سال ۱۸۸۳ تأسیس شد و مرکز آن در سان فرانسیسکو آمریکا است. این شرکت بیش از ۱۰۰۴ وکیل دارد و درآمد آن در سال مالی ۲۰۱۲ بالغ بر ۹۶۳٫۵ میلیون دلار بوده‌است.

## دفاتر
- پکن
- برلین
- بروکسل
- دنور، کلرادو
- هنگ کنگ
- لندن
- لس آنجلس
- مک‌لین، ویرجینیا
- نیویورک
- پالو آلتو، کالیفرنیا
- ساکرامنتو
- سن دیگو
- سان فرانسیسکو
- شانگهای
- سنگاپور
- توکیو
- واشینگتن، دی سی